# Buffalo City Stadium
Buffalo City Stadium es un estadio de usos múltiples en East London, Sudáfrica. En la actualidad se utilizan sobre todo para encuentros de rugby y acogió tres juegos durante la Copa Mundial de Rugby de 1995. El estadio tiene capacidad para 16000 personas y fue construido en 1934. 
El estadio llevó el nombre de Springbok, el jugador, Basil Kenyon, que capitaneo a los springboks en 3 meses una exitosa gira por Inglaterra en 1951. También por razones de patrocinio se llamó ABSA Stadium.

## Partidos internacionales
El estadio fue sede de tres partidos del Grupo B de la Copa Mundial de Rugby de 1995:
| Fecha              | Local     | Resultado | Visita    | Ronda          | Asistencia |
| ------------------ | --------- | --------- | --------- | -------------- | ---------- |
| 27 de mayo de 1995 | Italia    | 18–42     | Samoa     | Fase de grupos | 11 000     |
| 30 de mayo de 1995 | Samoa     | 32–26     | Argentina | Fase de grupos | 11 000     |
| 4 de junio de 1995 | Argentina | 25–31     | Italia    | Fase de grupos | 11 000     |